# Antoine Brémond-Julien
Pour les articles homonymes, voir Brémond et Julien.
Antoine Brémond-Julien né le 25 février 1759 à Marseille et mort dans la même ville le 8 septembre 1792, est un aéronaute et un homme politique de la Révolution française.

## L'aéronaute
Brémond-Julien était avocat. Il se fait d'abord connaître à l'âge de 25 ans dans l'aérostation, très à la mode à la fin du XVIIIe siècle. 
Le 8 mai 1784, l'ingénieur Pierre Bonin accompagné du journaliste et imprimeur Jean-Joseph Mazet avait réalisé la première ascension aérostatique habitée jamais effectuée à Marseille sur le plateau Saint-Charles.
Associé avec Jean-Joseph Mazet, Brémond-Julien va rééditer cet exploit trois semaines plus tard, le 29 mai, cette fois ci en présence des échevins. Parti de Saint-Charles, le ballon monte à 400 mètres avant de retomber. Brémond-Julien est légèrement blessé à l'atterrissage. 

## Le révolutionnaire
Dès l'entrée de Marseille dans la Révolution, en mars 1789, Julie-Brémond prend, aux côtés de Charles Barbaroux et Étienne Chompré, la tête de la « jeunesse citoyenne » qui compte dans ses rangs les éléments les plus engagés du mouvement patriote. Grand admirateur de Mirabeau, il fait partie de la garde citoyenne créée au lendemain des émeutes populaires des 23 et 24 mars. Cette garde citoyenne remplacée par une garde bourgeoise le 25 mai 1789 sera rétablie par la municipalité sous le nom de Garde Nationale le 15 février 1790.
Le 8 décembre 1789, une émeute qui fait plusieurs morts et blessés a lieu à Marseille à la suite d'un rassemblement pour la libération des emprisonnés de l'affaire de la Tourette. Le lendemain la loi martiale est proclamée et de Bournissac lance un mandat d'arrêt contre Brémond-Julien à cause d'un écrit où il aurait incité à l'émeute. Il est écroué au fort Saint-Jean jusqu'en février 1790.
Lors de la prise des forts marseillais des 29 et 30 avril, Brémond-Julien est d'abord présent avec Lieutaud et Chompré à Notre-Dame de la Garde pour reconnaître officiellement au nom de la municipalité la prise de ce fort, puis pour une allocution patriotique qu'il adresse dans les locaux du club de la rue Thubaneau aux soldats du régiment du Vexin qui ont fraternisé avec les gardes nationaux et le peuple. À la fin du mois, il est député avec Le Roi d'Ambleville[Qui ?] pour défendre le 30 juin auprès de la Constituante le bien-fondé de la prise des forts marseillais.
Il fonde avec Barbaroux et Esménard, « L'Observateur marseillais, journal patriotique » qui aura 51 numéros. Mais ses rapports avec Barbaroux vont bientôt se détériorer. En effet, dans la lutte qui opposent la municipalité, les sections et le Club à Jean-François Lieutaud, commandant de la Garde Nationale, lequel a adopté des positions proches des Feuillants, il prend parti pour ce dernier. Le conflit tournant au désavantage de Lieutaud, Brémond-Julien se cache prés d'Aix-en-Provence en avril 1791 avec son cousin Brémond l'Américain. Mais ils sont retrouvés par un détachement du bataillon des Grandes Carmes qui les ramène à Marseille. Brémond l'Américain est pendu rue d'Aix et Brémond-Julien au milieu du cours Belsunce.